# Isabel Sabogal

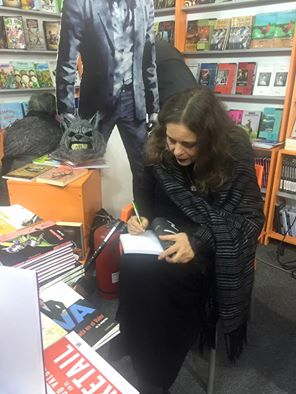
Isabel Sabogal

Isabel María Sabogal Dunin-Borkowski (* 14. Oktober 1958 in Lima) ist eine peruanisch-polnische Schriftstellerin und Übersetzerin.

## Leben
Ihre Mutter, Józefa Maria Dunin-Borkowska, war Polin und ihr Vater, José Rodolfo Sabogal Wiesse, war Peruaner. Sie ist in Lima, Göttingen und Warschau aufgewachsen. Sie studierte Hispanische Philologie an der Päpstlichen Katholischen Universität von Peru.

## Werke
- 1988: Requiebros vanos (Gedichte)
- 1989: Un universo dividido (Roman)
- 1990: Dni poczęcia (Geschichte)
- 1992: Historia o pewnej qeqe (Geschichte)
- 2005: El dibujo del mundo in Un chin de amor von Pedro José Granados.
- 2007: Gedichte in Poesía: Perú, siglo XXI von Dalmacia Ruiz Rosas und Willy Gómez Migliaro.
- 2017: La vampira in Trece veces Sarah. Un proyecto de José Donayre (Geschichte)
- 2018: Gedichte in Un otoño azul von Gloria Mendoza Borda.
- 2020: La hora U (Die Stunde U) in der Zeitschrift Relatos increíbles Nr. 17 (Geschichte)
- 2022: Nuestra guerra sin fin (Unser endloser Krieg) in der Zeitschrift Relatos increíbles Nr. 23 (Geschichte)
- 2022: Nuestro pueblo errante (Unser wanderndes Volk) in der Zeitschrift Relatos increíbles Nr. 26 (Geschichte)
- 2022: Todo está hecho a la medida de ti misma. (Gedichte). Lima, Grafos & Maquinaciones, 2022.[2]

## Übersetzung ins Spanische
- Übersetzungen in Polonia: la revolución de Solidarność (Polen: Solidaritätsrevolution). Lima, Apuntes, Centro de Documentación e Investigación, 1982.
- Czesław Miłosz: Poesía escogida. Lima, Ediciones del Hipocampo, 2012.
- Gedichte übersetzt in Antología general de la traducción en el Perú (Allgemeine Anthologie der Übersetzung in Peru) von Ricardo Silva Santisteban. Lima, Universidad Ricardo Palma - Editorial Universitaria, 2016.

## Ehrungen
- 2012 Polnische Ehrenmedaille „Bene Merito“.